# Stu cafè
Stu cafè è un singolo della cantautrice italiana Serena Brancale, pubblicato il 21 giugno 2024.

## Descrizione
Il brano, scritto dalla stessa cantautrice e prodotto da Carlo Avarello e Gorbaciof, è un omaggio a Kimbo e al caffè di Napoli.

## Video musicale
Il video musicale, diretto da Manuel Amicucci, è stato pubblicato il 3 agosto 2024 attraverso il canale YouTube dell'Isola degli Artisti.

## Tracce
Testi di Serena Brancale, musiche di Serena Brancale, Carlo Avarello e Manuel Finotti.
1. Stu cafè – 2:56